# Terra ca nun senti
Terra ca nun senti è il terzo album della Banda di Avola nato dalla collaborazione con la cantante catanese Rita Botto.

Vincitore del  Premio Nazionale città di Loano per la musica tradizionale italiana come Miglior Album 2013.

## Tracce
1. A virinedda
2. Fatti li fatti tò
3. Me mugghieri unn'havi pila
4. Mamma vi l'haiu persu lu rispettu
5. Terra ca nun senti
6. O cori di 'stu cori
7. Cu ti lu dissi?
8. Amuri, amuri
9. Cantu e cuntu
10. Mi votu e mi rivotu
11. Lu mattrimoniu
12. Don Nuzzo